# نادي سانتوس تارتو
نادي سانتوس تارتو لكرة القدم (Football Club Tartu Santos) هو نادي كرة قدم إستوني، تأسس سنة 2006.